# Raúl Porras Barrenechea
Raúl Porras Barrenechea (Pisco, 23 marzo 1897 – Lima, 27 settembre 1960) è stato uno storico, diplomatico e politico peruviano.

## Biografia
Raúl Porras Barrenechea, (Pisco, Perú, 23 marzo 1897 - Lima, 27 settembre 1960).

### Attività
È stato Ministro degli Esteri della Repubblica peruviana dal 1958 al 1960.
Nel 1957 è stato Presidente dell'Senato della Repubblica Peruviana.